# Vlag van Tsjoekotka
De vlag van Tsjoekotka is blauw met een witte gelijkzijdige driehoek aan de hijs. In het midden van de driehoek bevindt zich een gele schijf met in het midden een cirkelvormige versie van de Russische driekleur. De driehoek vertegenwoordigt een figuurlijk beeld van het grondgebied. De grootte van de vlag symboliseert het enorme grondgebied en de oneindige open ruimte in de regio. Wit staat voor de Noordpool, besneeuwde open ruimten, zuiverheid en de kwetsbaarheid van het land. Samen staan blauw en wit voor de poolnachten in de winter en de witte nachten in de zomer. Blauw is de kleur van de zee en de twee zijden van de driehoek die aan het blauwe veld grenzen, staan voor het gebied dat uitsteekt in de Noordelijke IJszee en de Grote Oceaan. Het blauw symboliseert ook de vele stuwmeren in het gebied. De gele schijf doet denken aan hoe de zon opkomt op het Tsjoektsjische schiereiland (aan de uiterste oostkust van Rusland). Het doet ook denken aan een yarar, een muziekinstrument van het Tsjoektsjische volk. Geel staat ook voor goud en goudwinning.
De vlag werd aangenomen op 28 februari 1994 toen de blauwe kleur was lichtblauw, waarbij opgemerkt moet worden dat de hoogte-breedteverhouding toen 1:2 was. Deze vlag is op 29 oktober 1997 de blauwe kleur veranderd in donkerblauw waarvan de lengten zich verhouden als 2:3.